# Groß Niendorf (Zölkow)
Groß Niendorf ist ein Ortsteil von Zölkow im Landkreis Ludwigslust-Parchim in Mecklenburg-Vorpommern (Deutschland).

## Geografie
Groß Niendorf liegt in einer flachen Landschaft ohne größere Erhebungen. Der Ort liegt in der Mitte des Städtevierecks Sternberg (15 Kilometer nördlich), Goldberg (15 Kilometer östlich), Crivitz (13 Kilometer westlich) und Parchim (20 Kilometer südlich).

## Geschichte
Die bis zum 31. Dezember 2011 selbstständige Gemeinde Groß Niendorf wurde vom Amt Parchimer Umland mit Sitz in Parchim verwaltet. Sie war die kleinste und nördlichste Gemeinde im Amt. Zu ihr gehörten die Ortsteile Groß Niendorf, Hohenpritzer Siedlung und Ruester Siedlung.
2007 wurde der Film Novemberkind mit der Schauspielerin Anna Maria Mühe in der Hauptrolle zum Teil in Groß Niendorf gedreht.
Zum 1. Januar 2012 kam die Gemeinde als Ortsteil zu Zölkow.

## Sehenswürdigkeiten

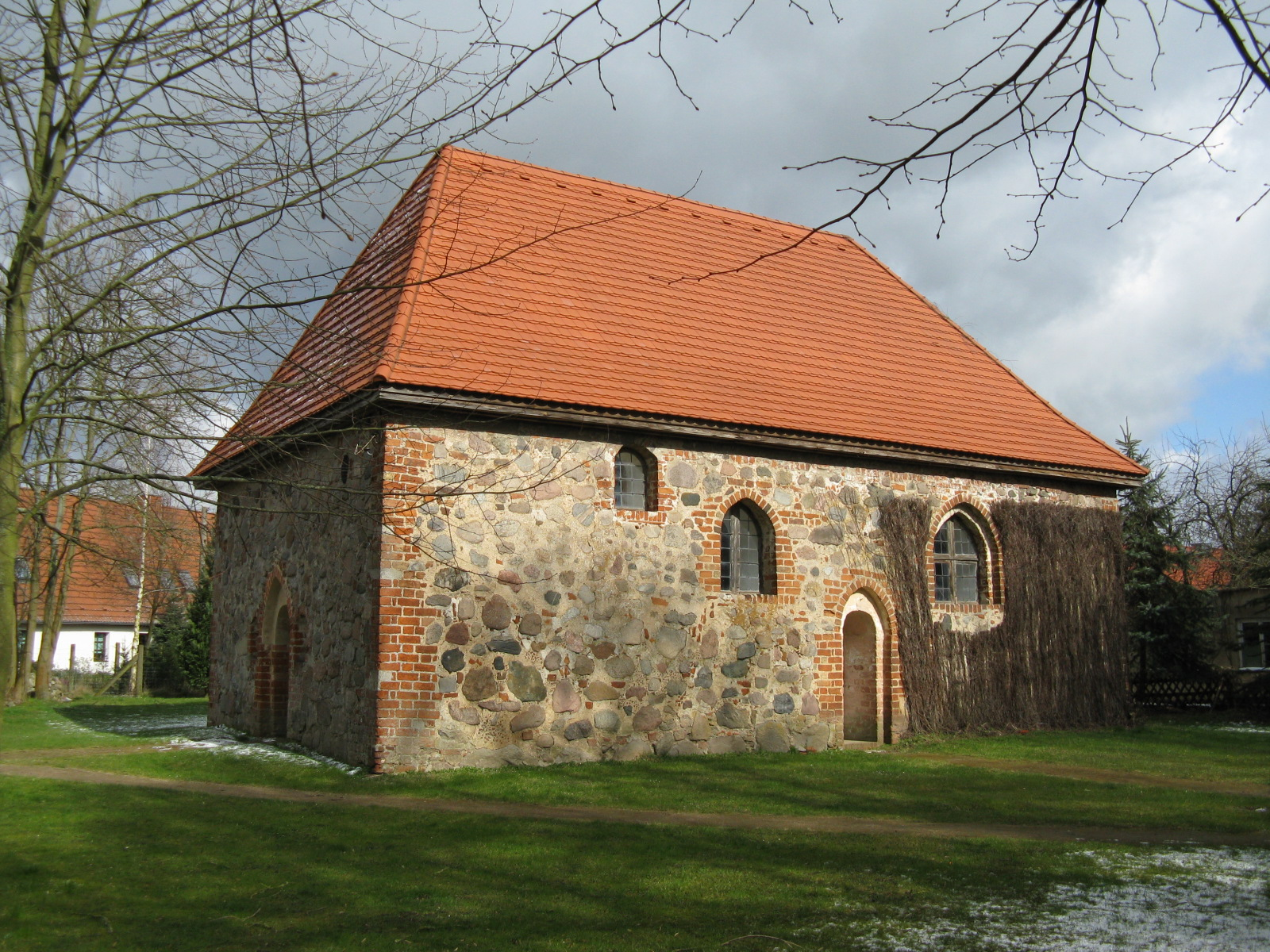
Dorfkirche Groß Niendorf (2008)

- Dorfkirche Groß Niendorf, kleine Feldsteinkirche ohne Turm, Ende des 13. Jahrhunderts. Die Bronzeglocke ohne Inschrift wurde 1878 umgegossen und hängt im 2015 errichteten freistehenden Glockenstuhl.

Alljährlich findet am 3. Adventssonntag ein kleiner Weihnachtsmarkt statt. Alle 14 Tage feiert die Kirchgemeinde Gottesdienste.
- Molkerei

Die Baudenkmale des Ortes sind in der Liste der Baudenkmale in Zölkow#Groß Niendorf aufgeführt.

## Vereine
- Groß Niendorfer Bogenschützenverein e. V.
- GNUD - Groß Niendorf Uns Dörp e. V.